# Brunnsviks snickerifabrik

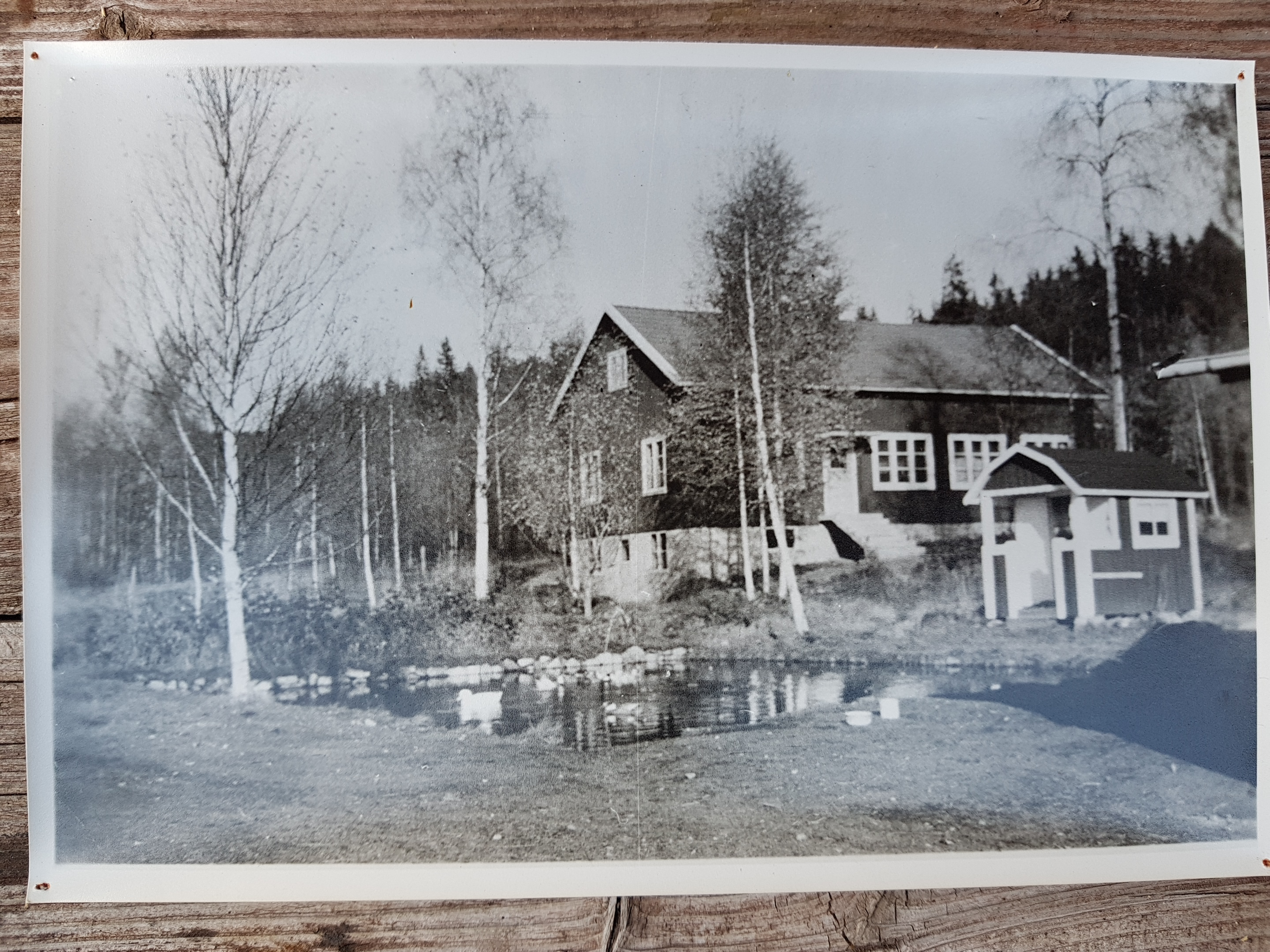

Brunnsviks snickerifabrik var en snickerifabrik som drevs av Oscar Nyberg och var belägen i Brunnsvik, strax norr om Ludvika.
På snickerifabriken tillverkades bland annat möbler till dockskåp, köks- och soffbord, gungstolar och köksinredningar. Fabrikens "flaggskepp" var solstolen Ideal som såldes över hela landet i omkring 2 000 exemplar per år. Verksamheten bedrevs under åren 1946–1978 och sysselsatte 4–5 personer.

## Relaterat
År 1952 skickade den blivande Nobelpristagaren Nelly Sachs ett brev till fabrikör Nyberg där solstolen Ideal omnämndes. Originalbrevet finns tillgängligt på Kungliga biblioteket, i ett särskilt rum med Nelly Sachs-minnen. 
En tidig version av solstolen Ideal såldes på Bukowskis under sommaren 2018. En senare version av solstolen såldes på Bukowskis under år 2016.
Fabriken omnämndes i den finskspråkiga tidningen Sotalapsi (nummer 4 2015), i en reseskildring av det finska krigsbarnet Märta Westman som bodde i Brunnsvik under åren 1944–1945.

## Bildgalleri

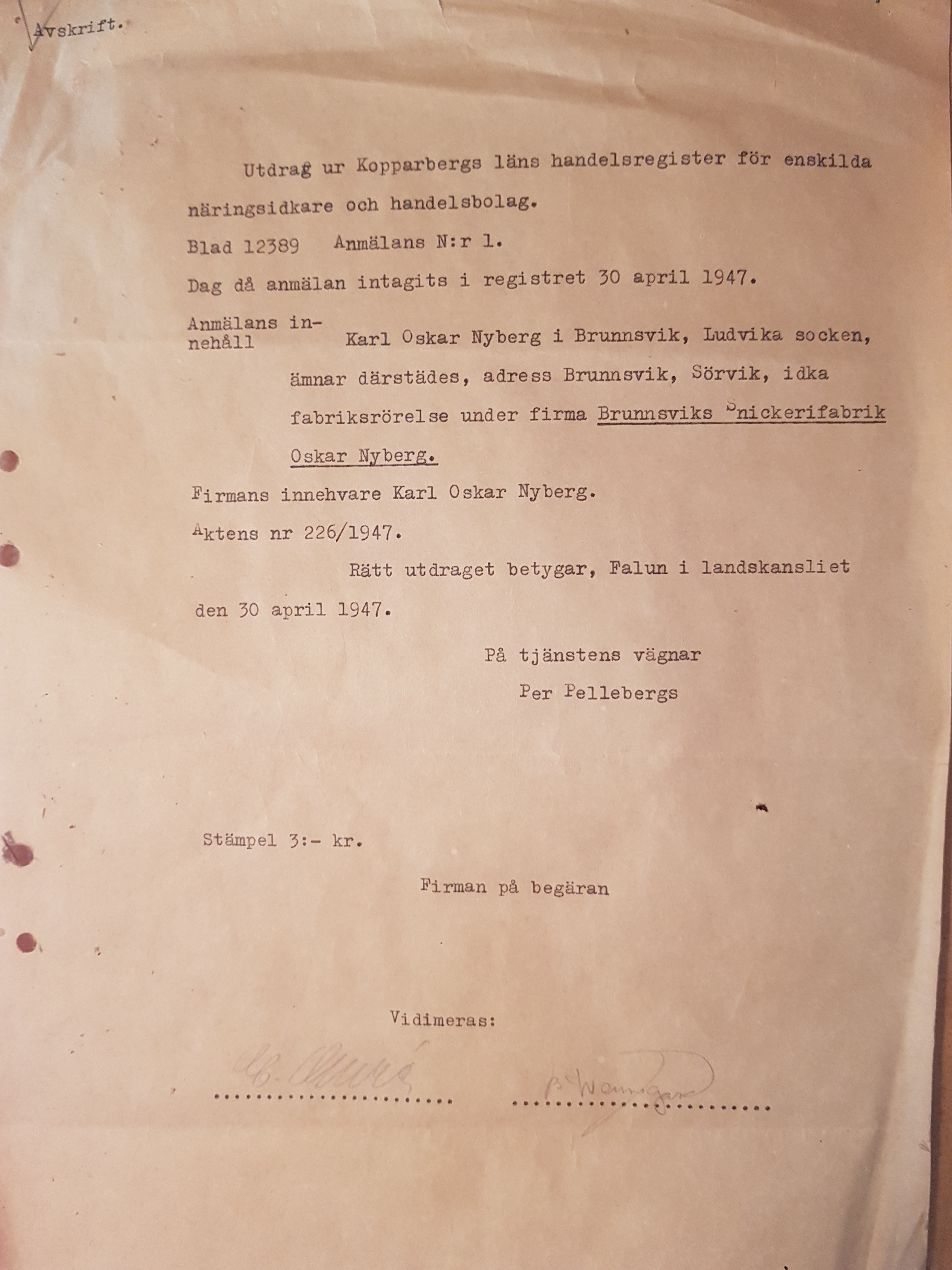
Utdrag ur Kopparbergs läns handelsregister.
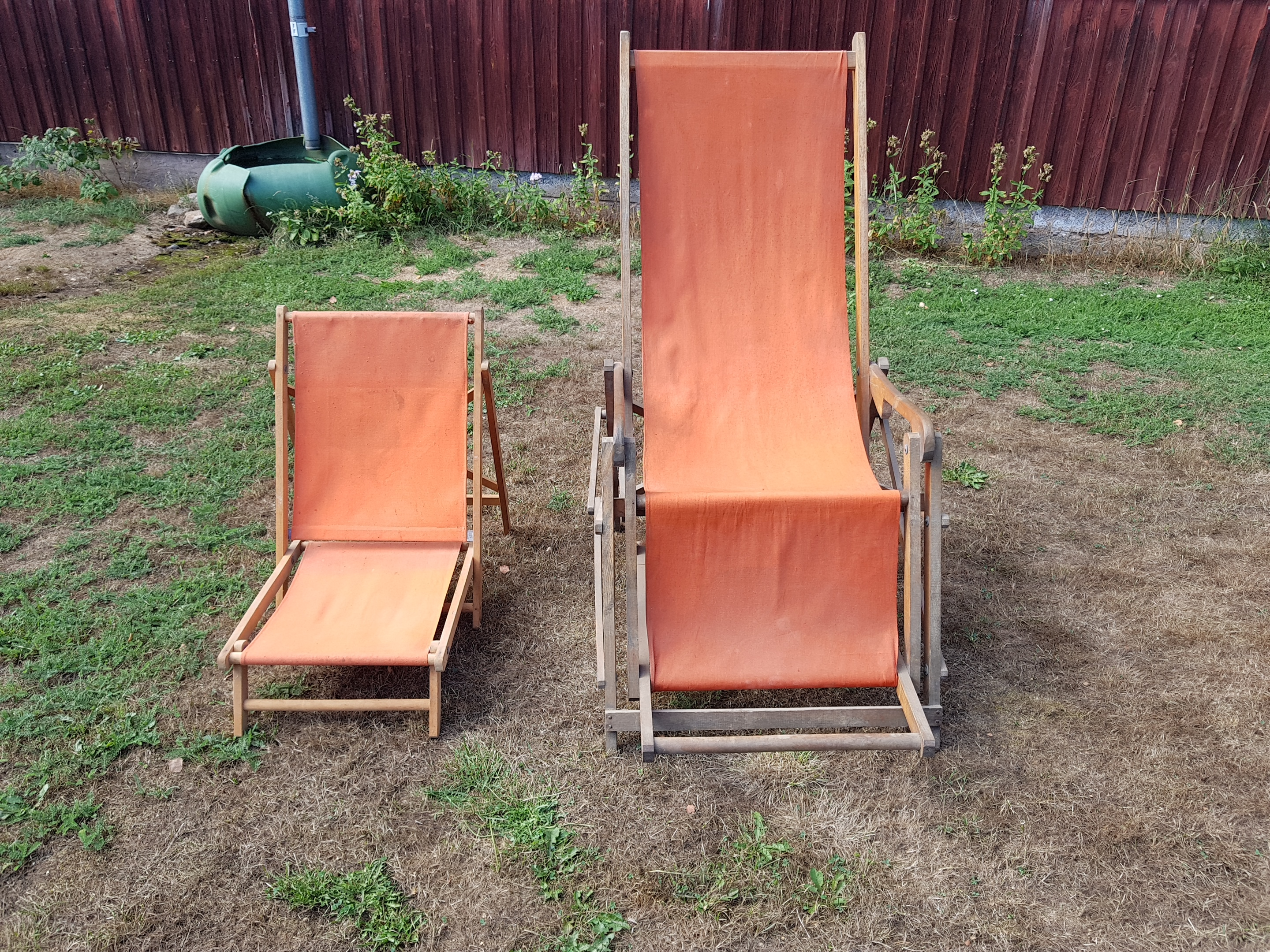
Solstolen "Ideal" (inklusive en mindre prototyp, till vänster i bild.)
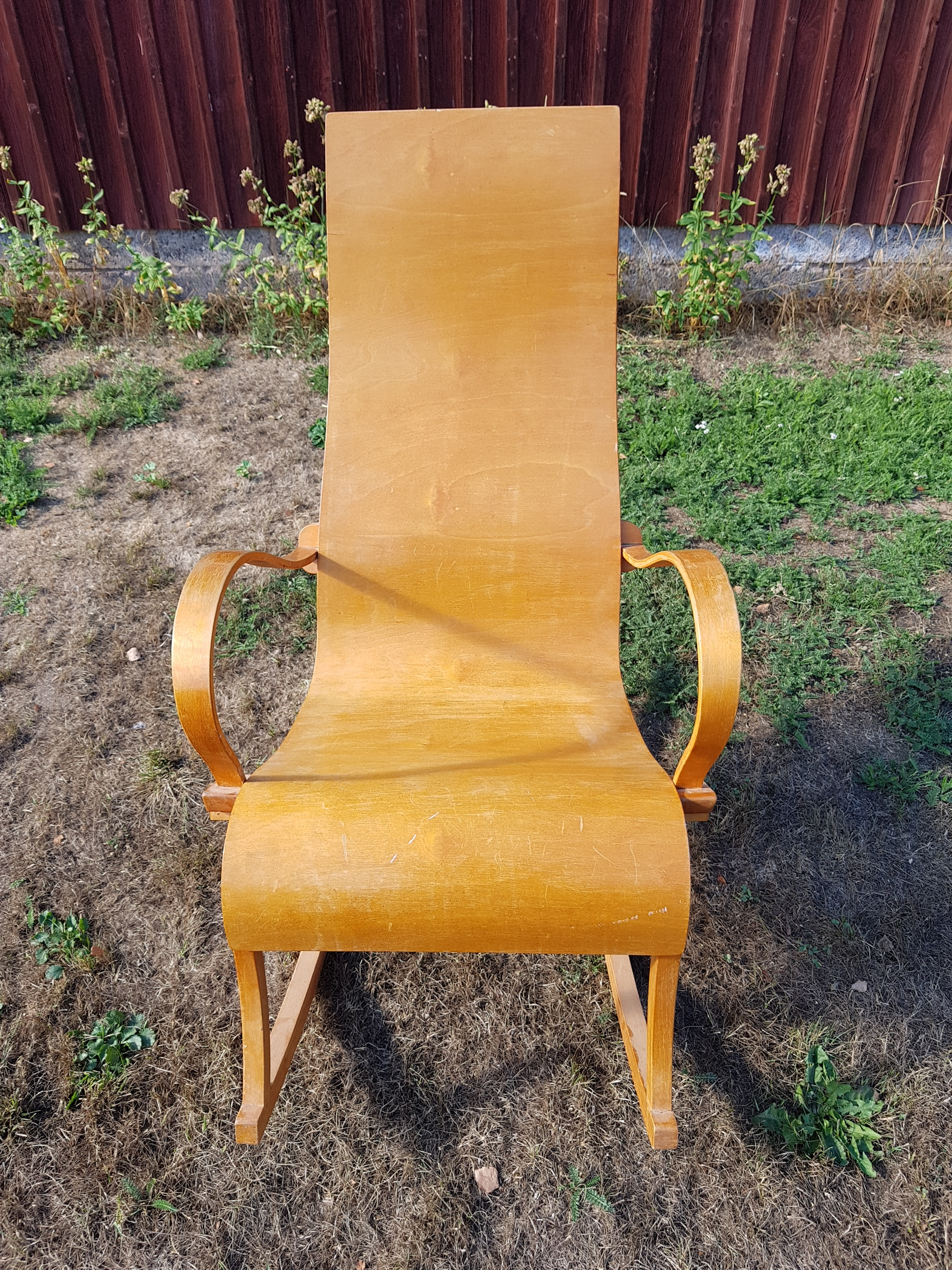
Gungstol (okänt namn).
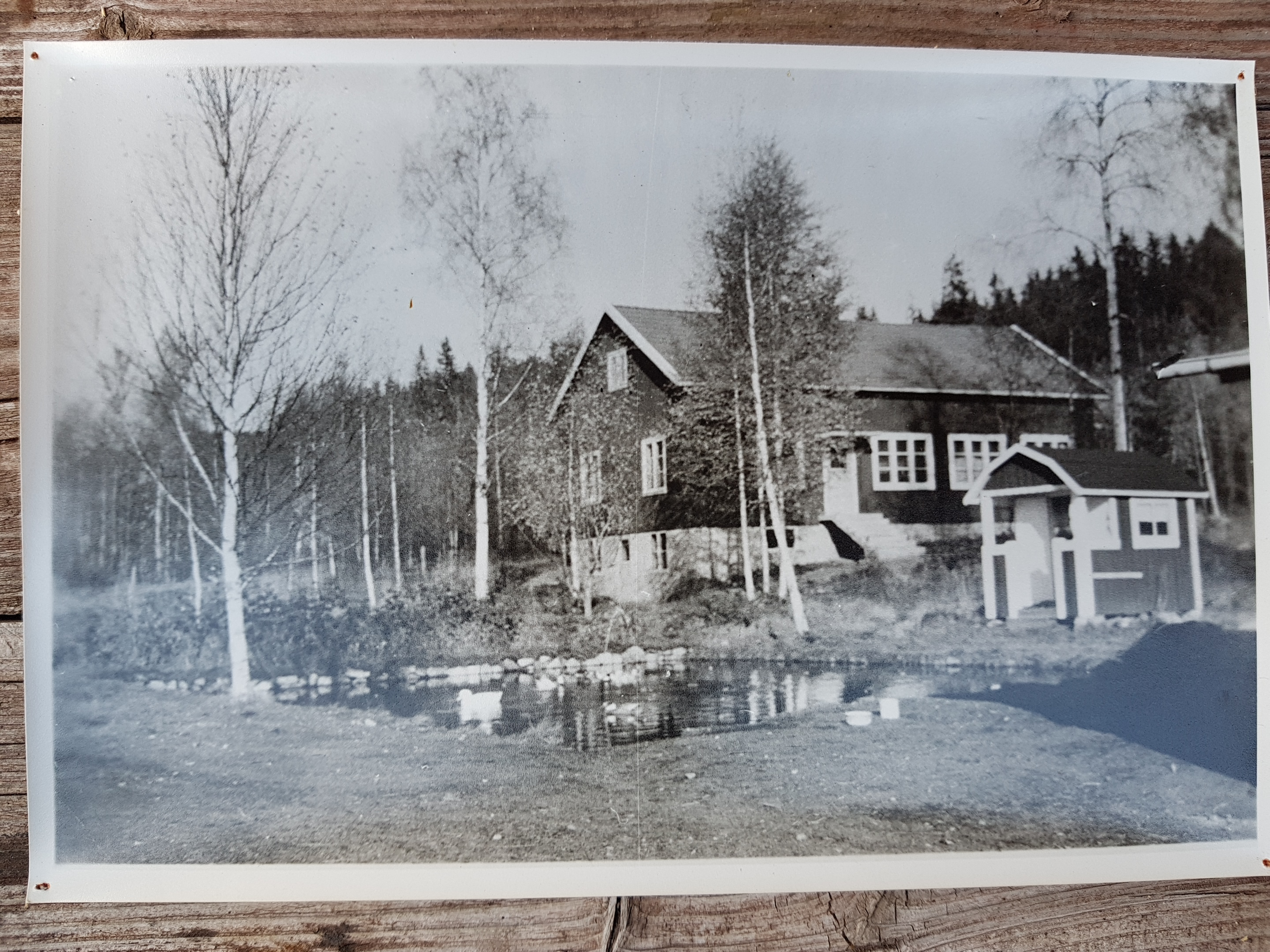
Bild på fabriken, tagen söderifrån. Datumet då fotot togs är okänt.
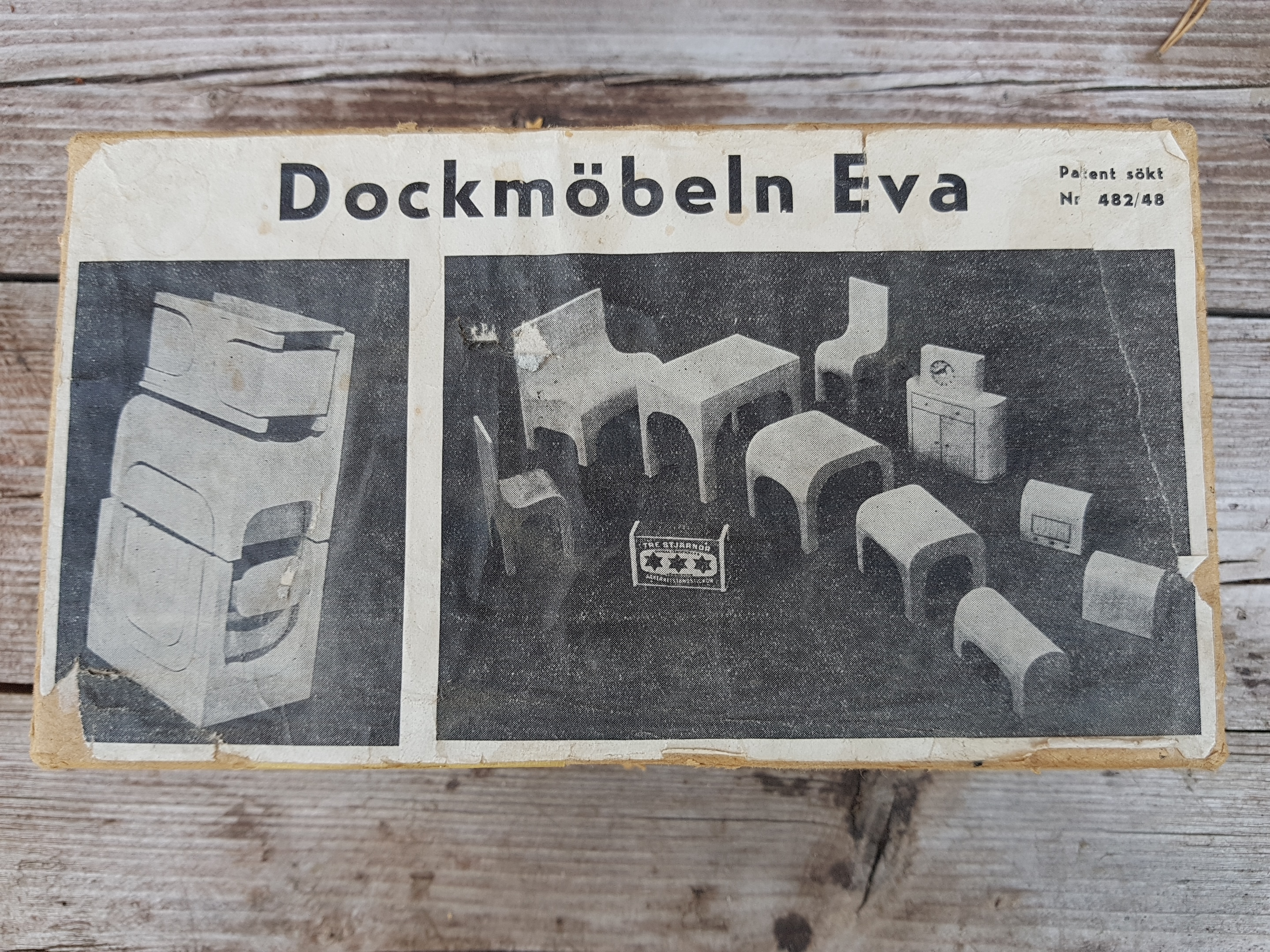
Dockmöbeln "Eva" (bild på kartongen).
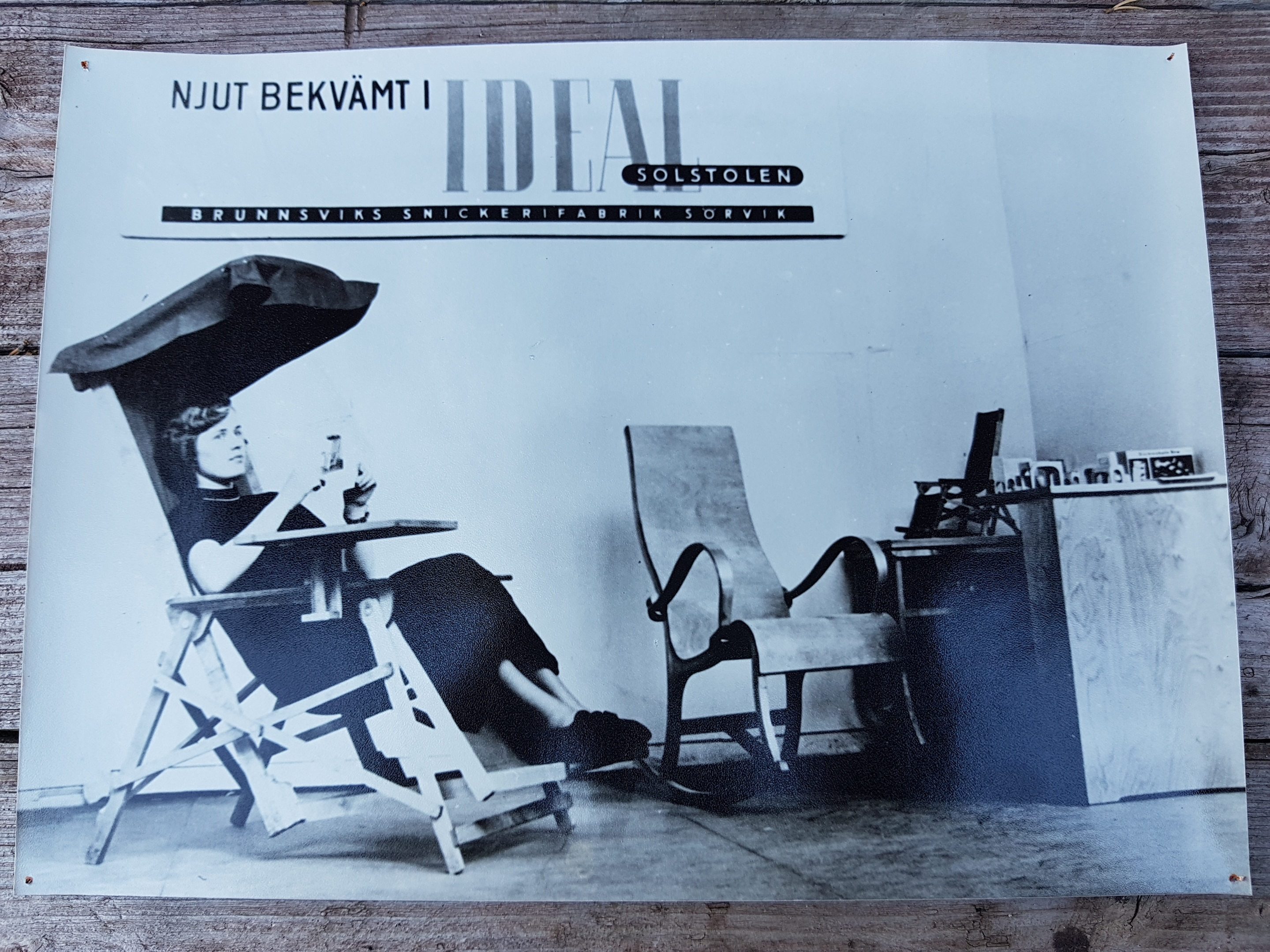
Reklambild #1.
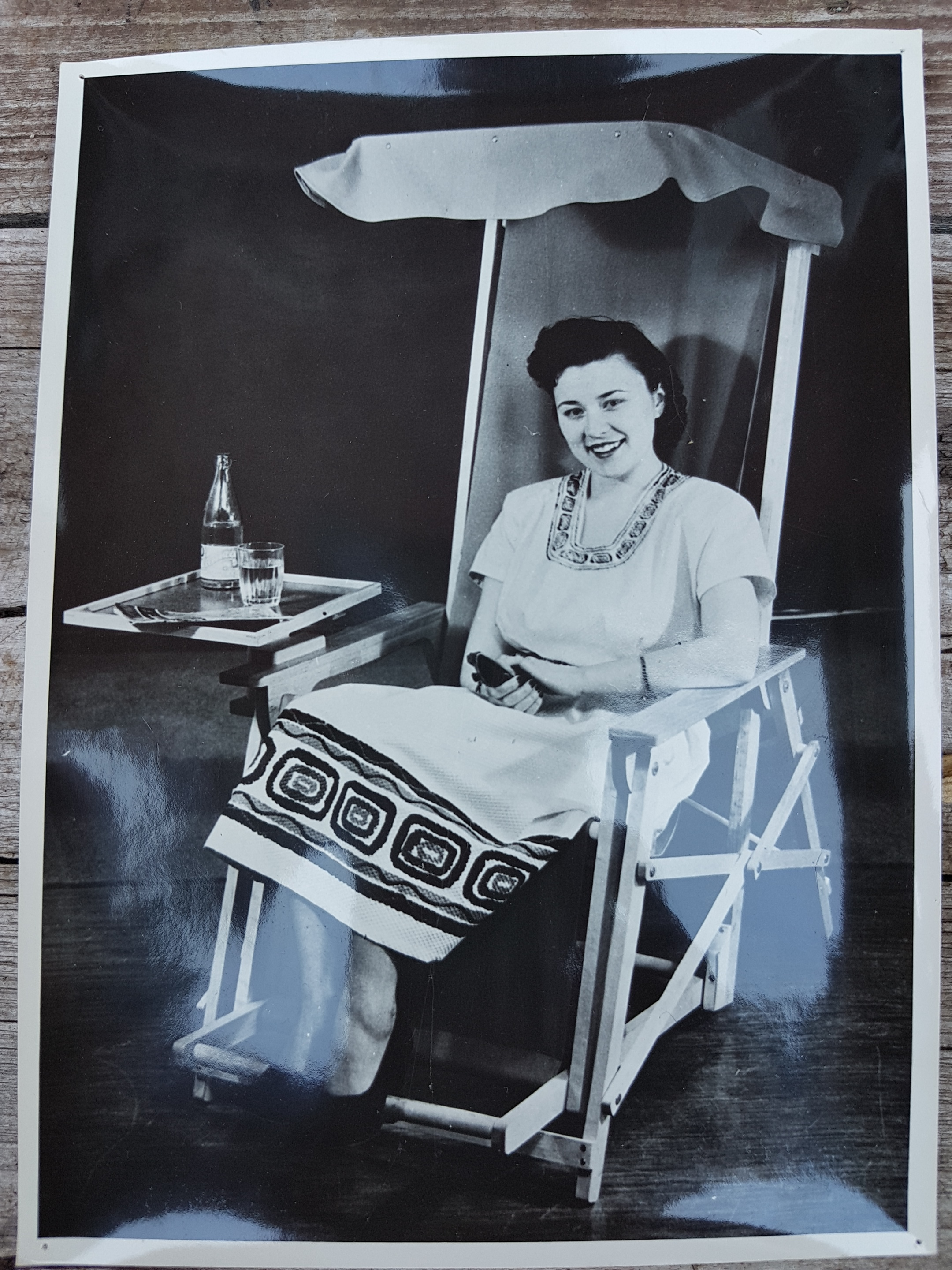
Reklambild #2.